# 二乙苯
二乙苯（DEB）是一类二取代芳香烃，苯环上有两个乙基取代，分子式为C6H4(C2H5)2。二乙苯共有三种同分异构体：邻二乙苯、间二乙苯和对二乙苯，均为无色液体。其中，间二乙苯和对二乙苯的商业利用价值更高。

## 命名
- 邻位：1,2-乙基苯，邻二乙苯
- 间位：1,3-乙基苯，间二乙苯
- 对位：1,4-乙基苯，对二乙苯

## 制备
二乙苯是苯与乙烯烷基化反应中生成的一种副产品，其生成共有两步。第一步是先生成乙苯，原是作为苯乙烯的前体。
C6H6  +  C2H4   →   C6H5C2H5
其中部分的乙苯会继续与苯进行反应。
C6H5C2H5  +  C2H4   →   C6H4(C2H5)2
使用择形沸石催化剂，可以选择性地产出更多的对二乙苯。
二乙苯通过烷基转移反应，再生成乙苯，实现回收：
C6H4(C2H5)2  +  C6H6   →   2 C6H5C2H5

## 用途
二乙苯可以与甲基联苯和/或乙基联苯混合，作为低温传热流体。
二乙苯可以脱氢生成二乙烯基苯（DVB）：
C6H4(C2H5)2   →   C6H4(C2H3)2  +  2 H2
二乙烯基苯可以用于合成交联聚苯乙烯。